# 土壌汚染対策法施行規則

## 目的
土壌汚染対策法及び土壌汚染対策法施行令の規定に基づき、並びに同法第29条第4項 の規定を実施するため、土壌汚染対策法の施行の細則を定めるもの。

## 内容
- 使用が廃止された有害物質使用特定施設に係る工場又は事業場の敷地であった土地の調査（第一条）
- 土壌汚染状況調査の方法（第二条）
- 調査対象地の土壌汚染のおそれの把握（第三条）
- 試料採取等を行う区画の選定（第四条）
- 試料採取等の実施（第五条）
- 三十メートル格子内の汚染範囲の確定のための試料採取等（第六条）
- 土壌ガス調査により調査対象物質が検出された場合等における土壌の採取及び測定（第七条）
- 試料採取等の結果の評価（第八条）
- 都道府県知事の命令に基づく土壌汚染状況調査に係る特例（第九条）
- 試料採取等の省略（第十条）
- 法施行前に行われた調査の結果の利用（第十一条）
- 人の健康に係る被害が生ずるおそれがない旨の確認（第十二条）
- 有害物質使用特定施設の使用の廃止等の通知（第十三条）
- 有害物質使用特定施設の使用の廃止等に関し通知すべき事項（第十四条）
- 土壌汚染状況調査の対象となる土地の基準（第十五条）
- 地下水の水質の汚濁に係る限度 （第十六条）
- 地下水の利用状況等に係る要件 （第十七条）
- 指定区域の指定に係る基準 （第十八条）
- 指定区域の指定の公示 （第十九条）
- 指定区域台帳 （第二十条）
- 土壌汚染を生じさせる行為をした者に対する措置命令 （第二十一条）
- 汚染の除去等の措置の実施に関する技術的基準 （第二十二条）
- 地下水の水質の測定の措置（第二十三条）
- 第一種特定有害物質による地下水汚染を経由した健康被害を防止するための措置 （第二十四条）
- 第二種特定有害物質による地下水汚染を経由した健康被害を防止するための措置 （第二十五条）
- 第三種特定有害物質による地下水汚染を経由した健康被害を防止するための措置 （第二十六条）
- 土壌の摂取による健康被害を防止するための措置 （第二十七条）
- 措置の実施の方法 （第二十八条）
- 廃棄物埋立護岸において造成された土地における汚染の除去等の措置 （第二十九条）
- 担保権の実行等により一時的に土地の所有者等となった者が講ずべき措置 （第三十条）
- 土地の形質の変更の届出（第三十一条）
- 指定区域の土地の形質の変更の届出内容（第三十二条）
- 指定区域における土地の形質の変更の届出行為（第三十三条）
- 既に土地の形質の変更に着手している者の届出 （第三十四条）
- 非常災害のために必要な応急措置として土地の形質の変更をした者の届出（第三十五条）
- 土地の形質の変更の施行方法に関する基準（第三十六条）
- 立入検査の身分証明書 （第三十七条）
- 権限の委任 （第三十八条）

## 主務官庁
- 環境省